# باريس-كاممبير 2024
باريس-كاممبير 2024 هو سباق دراجات هوائية من فئة  سباق يوم واحد، وهو الموسم الخامس والثمانين من باريس-كاممبير، وأقيم في 27 مارس 2024 ضمن سباقات طواف أوروبا للدراجات 2024.
فاز بالمركز الأول بينوا كوسنيفروي، وفاز بالمركز الثاني كليمان فنتوريني، وفاز بالمركز الثالث Alexandre Delettre ‏.

## الفرق
| فرق عالمية (4)- Arkéa-B&B Hotels - Cofidis - Decathlon-AG2R La Mondiale - Groupama-FDJ فرق برو (7)- Equipo Kern Pharma ‏ - أوسكالتيل أوسكادي 2024 ‏ - Q36.5 Pro Cycling Team ‏ - تيم نوفو نورديسك ‏ - TotalEnergies - أونو-إكس موبيليتي ‏ - VF Group-Bardiani CSF-Faizané فرق قارية (4)- CIC U Nantes Atlantique ‏ - Nice Métropole Côte d'Azur ‏ - إتش بي بي تي بي – أوبير 93 ‏ - Van Rysel–Roubaix ‏ |  |
| |  |

## المشاركون
| TotalEnergies TEN | TotalEnergies TEN | TotalEnergies TEN |
| ----------------- | ----------------- | ----------------- |
| م                 | عداء              | مرتبة             |
| 1                 | Valentin Ferron ‏  | 25                |
| 2                 | Jason Tesson ‏     | لم يكمل السباق    |
| 5                 | Paul Ourselin ‏    | 17                |
| 6                 | جوليان سيمون      | 42                |
| 7                 | Baptiste Vadic ‏   | 61                |

| أوسكالتيل أوسكادي ‏ EUS | أوسكالتيل أوسكادي ‏ EUS    | أوسكالتيل أوسكادي ‏ EUS |
| ---------------------- | ------------------------- | ---------------------- |
| م                      | عداء                      | مرتبة                  |
| 11                     | Enekoitz Azparren ‏        | 34                     |
| 12                     | Xabier Berasategi ‏        | 15                     |
| 13                     | Unai Cuadrado ‏            | 31                     |
| 14                     | James Fouché ‏             | لم يكمل السباق         |
| 15                     | Txomin Juaristi ‏          | 30                     |
| 16                     | Andoni López de Abetxuko ‏ | 18                     |
| 17                     | Unai Zubeldia ‏            | 45                     |

| Cofidis COF | Cofidis COF     | Cofidis COF    |
| ----------- | --------------- | -------------- |
| م           | عداء            | مرتبة          |
| 21          | ويليام مارتن    | 6              |
| 22          | Hugo Toumire ‏   | 66             |
| 23          | ألكسيس غوجيراد  | لم يكمل السباق |
| 25          | Nolann Mahoudo ‏ | لم يكمل السباق |
| 26          | Stefano Oldani ‏ | 51             |
| 27          | أنتوني بيريز    | 12             |

| Arkéa-B&B Hotels ARK | Arkéa-B&B Hotels ARK      | Arkéa-B&B Hotels ARK |
| -------------------- | ------------------------- | -------------------- |
| م                    | عداء                      | مرتبة                |
| 31                   | فينتشنزو ألبانيز          | 11                   |
| 32                   | Ewen Costiou ‏             | 7                    |
| 33                   | أنتوني ديلابلاسي          | 29                   |
| 34                   | Pierre Thierry (cyclist) ‏ | 28                   |
| 35                   | Baptiste Gillet ‏          | 47                   |
| 36                   | Rémi Lelandais ‏           | لم يكمل السباق       |
| 37                   | كليمان فنتوريني           | 2                    |

| Equipo Kern Pharma ‏ EKP | Equipo Kern Pharma ‏ EKP    | Equipo Kern Pharma ‏ EKP |
| ----------------------- | -------------------------- | ----------------------- |
| م                       | عداء                       | مرتبة                   |
| 41                      | فرنسيسكو غالفان            | 16                      |
| 42                      | Unai Iribar ‏               | 27                      |
| 43                      | مارتي ماركيز               | 55                      |
| 44                      | Mikel Retegi ‏              | 36                      |
| 45                      | Eugenio Sánchez (cyclist) ‏ | 46                      |
| 46                      | Antonio Jesús Soto ‏        | لم يكمل السباق          |
| 47                      | Iñigo Elosegui ‏            | 64                      |

| Nice Métropole Côte d'Azur ‏ NMC | Nice Métropole Côte d'Azur ‏ NMC | Nice Métropole Côte d'Azur ‏ NMC |
| ------------------------------- | ------------------------------- | ------------------------------- |
| م                               | عداء                            | مرتبة                           |
| 51                              | Jonathan Couanon ‏               | 63                              |
| 52                              | Melvin Crommelinck ‏             | لم يكمل السباق                  |
| 53                              | Paul Hennequin ‏                 | 65                              |
| 54                              | Alexander Konijn ‏               | 54                              |
| 55                              | Jean-Louis Le Ny ‏               | لم يكمل السباق                  |
| 56                              | Andrea Mifsud ‏                  | 24                              |
| 57                              | Axel Narbonne-Zuccarelli ‏       | 59                              |

| تيم نوفو نورديسك ‏ TNN | تيم نوفو نورديسك ‏ TNN              | تيم نوفو نورديسك ‏ TNN |
| --------------------- | ---------------------------------- | --------------------- |
| م                     | عداء                               | مرتبة                 |
| 61                    | Quinten De Graeve ‏                 | لم يكمل السباق        |
| 62                    | سام براند                          | لم يكمل السباق        |
| 63                    | Hamish Beadle ‏                     | لم يكمل السباق        |
| 64                    | Matyáš Kopecký ‏                    | 10                    |
| 65                    | Andrea Peron (cyclist, born 1988) ‏ | لم يكمل السباق        |
| 66                    | Filippo Ridolfo ‏                   | لم يكمل السباق        |
| 67                    | Nathan Smith‏                       | لم يبدأ               |

| VF Group-Bardiani CSF-Faizanè VBF | VF Group-Bardiani CSF-Faizanè VBF | VF Group-Bardiani CSF-Faizanè VBF |
| --------------------------------- | --------------------------------- | --------------------------------- |
| م                                 | عداء                              | مرتبة                             |
| 71                                | Filippo Fiorelli ‏                 | 57                                |
| 72                                | Riccardo Lucca ‏                   | 48                                |
| 73                                | Filippo Magli ‏                    | 58                                |
| 74                                | Martin Marcellusi ‏                | 4                                 |
| 75                                | Alessandro Tonelli ‏               | لم يكمل السباق                    |
| 76                                | Enrico Zanoncello ‏                | لم يكمل السباق                    |
| 77                                | Samuele Zoccarato ‏                | لم يكمل السباق                    |

| إتش بي بي تي بي – أوبير 93 ‏ AUB | إتش بي بي تي بي – أوبير 93 ‏ AUB | إتش بي بي تي بي – أوبير 93 ‏ AUB |
| ------------------------------- | ------------------------------- | ------------------------------- |
| م                               | عداء                            | مرتبة                           |
| 81                              | Alexandre Delettre ‏             | 3                               |
| 82                              | جيريمي كابوت                    | لم يكمل السباق                  |
| 83                              | Romain Cardis ‏                  | لم يكمل السباق                  |
| 84                              | Nicolas Breuillard ‏             | 23                              |
| 85                              | Joris Delbove ‏                  | 8                               |
| 86                              | Théo Delacroix ‏                 | 49                              |
| 87                              | Morné van Niekerk ‏              | 50                              |

| أونو-إكس موبيليتي ‏ UXM | أونو-إكس موبيليتي ‏ UXM   | أونو-إكس موبيليتي ‏ UXM |
| ---------------------- | ------------------------ | ---------------------- |
| م                      | عداء                     | مرتبة                  |
| 91                     | Carl-Frederik Bévort ‏    | 40                     |
| 92                     | Fredrik Dversnes ‏ (طريق) | 5                      |
| 93                     | Magnus Kulset ‏           | 44                     |
| 94                     | Erlend Blikra ‏           | لم يكمل السباق         |
| 95                     | Simon Dalby (cyclist) ‏   | 39                     |
| 96                     | ماركوس هانسن             | لم يكمل السباق         |
| 97                     | أندرس سكارسيث            | 22                     |

| Q36.5 Pro Cycling Team ‏ Q36 | Q36.5 Pro Cycling Team ‏ Q36 | Q36.5 Pro Cycling Team ‏ Q36 |
| --------------------------- | --------------------------- | --------------------------- |
| م                           | عداء                        | مرتبة                       |
| 101                         | Negasi Haylu Abreha ‏        | 62                          |
| 102                         | Walter Calzoni ‏             | 32                          |
| 103                         | Marcel Camprubí ‏            | 38                          |
| 104                         | Filippo Conca ‏              | 35                          |
| 105                         | ماتيو موشيتي                | لم يكمل السباق              |
| 106                         | روري تاونسند ‏               | 9                           |
| 107                         | Manuel Oioli ‏               | لم يكمل السباق              |

| CIC U Nantes Atlantique ‏ UCN | CIC U Nantes Atlantique ‏ UCN | CIC U Nantes Atlantique ‏ UCN |
| ---------------------------- | ---------------------------- | ---------------------------- |
| م                            | عداء                         | مرتبة                        |
| 111                          | Léo Danès ‏                   | 33                           |
| 112                          | Maël Guégan ‏                 | لم يكمل السباق               |
| 113                          | Pierre-Henry Basset ‏         | 43                           |
| 114                          | Clément Braz Afonso ‏         | 19                           |
| 115                          | Antoine Hue ‏                 | لم يكمل السباق               |
| 116                          | Artus Jaladeau ‏              | لم يكمل السباق               |
| 117                          | Matisse Julien ‏              | لم يكمل السباق               |

| Van Rysel–Roubaix ‏ VRR | Van Rysel–Roubaix ‏ VRR | Van Rysel–Roubaix ‏ VRR |
| ---------------------- | ---------------------- | ---------------------- |
| م                      | عداء                   | مرتبة                  |
| 121                    | Jérémy Leveau ‏         | لم يكمل السباق         |
| 122                    | Kévin Avoine ‏          | 56                     |
| 123                    | Rémi Capron ‏           | 52                     |
| 124                    | Célestin Guillon ‏      | 60                     |
| 125                    | Maxime Jarnet ‏         | 37                     |
| 127                    | كيني مولي              | 20                     |

| Groupama-FDJ GFC | Groupama-FDJ GFC  | Groupama-FDJ GFC |
| ---------------- | ----------------- | ---------------- |
| م                | عداء              | مرتبة            |
| 131              | Clément Davy ‏     | 41               |
| 132              | Thibaud Gruel ‏    | 14               |
| 133              | مارك ساريو        | لم يكمل السباق   |
| 134              | Titouan Fontaine ‏ | 67               |
| 135              | Joshua Golliker ‏  | لم يكمل السباق   |
| 136              | Noah Hobbs ‏       | 53               |
| 137              | Brieuc Rolland ‏   | 26               |

| Decathlon-AG2R La Mondiale DAT | Decathlon-AG2R La Mondiale DAT | Decathlon-AG2R La Mondiale DAT |
| ------------------------------ | ------------------------------ | ------------------------------ |
| م                              | عداء                           | مرتبة                          |
| 141                            | بينوا كوسنيفروي                | 1                              |
| 142                            | Jordan Labrosse ‏               | 21                             |
| 143                            | Valentin Retailleau ‏           | 13                             |
| 144                            | Killian Verschuren ‏            | لم يكمل السباق                 |
| 145                            | Tom Donnenwirth ‏               | لم يكمل السباق                 |
| 146                            | Noa Isidore ‏                   | لم يكمل السباق                 |
| 147                            | Léo Bisiaux ‏                   | لم يكمل السباق                 |

| TotalEnergies TEN | TotalEnergies TEN | TotalEnergies TEN |
| ----------------- | ----------------- | ----------------- |
| م                 | عداء              | مرتبة             |
| 1                 | Valentin Ferron ‏  | 25                |
| 2                 | Jason Tesson ‏     | لم يكمل السباق    |
| 5                 | Paul Ourselin ‏    | 17                |
| 6                 | جوليان سيمون      | 42                |
| 7                 | Baptiste Vadic ‏   | 61                |

| أوسكالتيل أوسكادي ‏ EUS | أوسكالتيل أوسكادي ‏ EUS    | أوسكالتيل أوسكادي ‏ EUS |
| ---------------------- | ------------------------- | ---------------------- |
| م                      | عداء                      | مرتبة                  |
| 11                     | Enekoitz Azparren ‏        | 34                     |
| 12                     | Xabier Berasategi ‏        | 15                     |
| 13                     | Unai Cuadrado ‏            | 31                     |
| 14                     | James Fouché ‏             | لم يكمل السباق         |
| 15                     | Txomin Juaristi ‏          | 30                     |
| 16                     | Andoni López de Abetxuko ‏ | 18                     |
| 17                     | Unai Zubeldia ‏            | 45                     |

| Cofidis COF | Cofidis COF     | Cofidis COF    |
| ----------- | --------------- | -------------- |
| م           | عداء            | مرتبة          |
| 21          | ويليام مارتن    | 6              |
| 22          | Hugo Toumire ‏   | 66             |
| 23          | ألكسيس غوجيراد  | لم يكمل السباق |
| 25          | Nolann Mahoudo ‏ | لم يكمل السباق |
| 26          | Stefano Oldani ‏ | 51             |
| 27          | أنتوني بيريز    | 12             |

| Arkéa-B&B Hotels ARK | Arkéa-B&B Hotels ARK      | Arkéa-B&B Hotels ARK |
| -------------------- | ------------------------- | -------------------- |
| م                    | عداء                      | مرتبة                |
| 31                   | فينتشنزو ألبانيز          | 11                   |
| 32                   | Ewen Costiou ‏             | 7                    |
| 33                   | أنتوني ديلابلاسي          | 29                   |
| 34                   | Pierre Thierry (cyclist) ‏ | 28                   |
| 35                   | Baptiste Gillet ‏          | 47                   |
| 36                   | Rémi Lelandais ‏           | لم يكمل السباق       |
| 37                   | كليمان فنتوريني           | 2                    |

| Equipo Kern Pharma ‏ EKP | Equipo Kern Pharma ‏ EKP    | Equipo Kern Pharma ‏ EKP |
| ----------------------- | -------------------------- | ----------------------- |
| م                       | عداء                       | مرتبة                   |
| 41                      | فرنسيسكو غالفان            | 16                      |
| 42                      | Unai Iribar ‏               | 27                      |
| 43                      | مارتي ماركيز               | 55                      |
| 44                      | Mikel Retegi ‏              | 36                      |
| 45                      | Eugenio Sánchez (cyclist) ‏ | 46                      |
| 46                      | Antonio Jesús Soto ‏        | لم يكمل السباق          |
| 47                      | Iñigo Elosegui ‏            | 64                      |

| Nice Métropole Côte d'Azur ‏ NMC | Nice Métropole Côte d'Azur ‏ NMC | Nice Métropole Côte d'Azur ‏ NMC |
| ------------------------------- | ------------------------------- | ------------------------------- |
| م                               | عداء                            | مرتبة                           |
| 51                              | Jonathan Couanon ‏               | 63                              |
| 52                              | Melvin Crommelinck ‏             | لم يكمل السباق                  |
| 53                              | Paul Hennequin ‏                 | 65                              |
| 54                              | Alexander Konijn ‏               | 54                              |
| 55                              | Jean-Louis Le Ny ‏               | لم يكمل السباق                  |
| 56                              | Andrea Mifsud ‏                  | 24                              |
| 57                              | Axel Narbonne-Zuccarelli ‏       | 59                              |

| تيم نوفو نورديسك ‏ TNN | تيم نوفو نورديسك ‏ TNN              | تيم نوفو نورديسك ‏ TNN |
| --------------------- | ---------------------------------- | --------------------- |
| م                     | عداء                               | مرتبة                 |
| 61                    | Quinten De Graeve ‏                 | لم يكمل السباق        |
| 62                    | سام براند                          | لم يكمل السباق        |
| 63                    | Hamish Beadle ‏                     | لم يكمل السباق        |
| 64                    | Matyáš Kopecký ‏                    | 10                    |
| 65                    | Andrea Peron (cyclist, born 1988) ‏ | لم يكمل السباق        |
| 66                    | Filippo Ridolfo ‏                   | لم يكمل السباق        |
| 67                    | Nathan Smith‏                       | لم يبدأ               |

| VF Group-Bardiani CSF-Faizanè VBF | VF Group-Bardiani CSF-Faizanè VBF | VF Group-Bardiani CSF-Faizanè VBF |
| --------------------------------- | --------------------------------- | --------------------------------- |
| م                                 | عداء                              | مرتبة                             |
| 71                                | Filippo Fiorelli ‏                 | 57                                |
| 72                                | Riccardo Lucca ‏                   | 48                                |
| 73                                | Filippo Magli ‏                    | 58                                |
| 74                                | Martin Marcellusi ‏                | 4                                 |
| 75                                | Alessandro Tonelli ‏               | لم يكمل السباق                    |
| 76                                | Enrico Zanoncello ‏                | لم يكمل السباق                    |
| 77                                | Samuele Zoccarato ‏                | لم يكمل السباق                    |

| إتش بي بي تي بي – أوبير 93 ‏ AUB | إتش بي بي تي بي – أوبير 93 ‏ AUB | إتش بي بي تي بي – أوبير 93 ‏ AUB |
| ------------------------------- | ------------------------------- | ------------------------------- |
| م                               | عداء                            | مرتبة                           |
| 81                              | Alexandre Delettre ‏             | 3                               |
| 82                              | جيريمي كابوت                    | لم يكمل السباق                  |
| 83                              | Romain Cardis ‏                  | لم يكمل السباق                  |
| 84                              | Nicolas Breuillard ‏             | 23                              |
| 85                              | Joris Delbove ‏                  | 8                               |
| 86                              | Théo Delacroix ‏                 | 49                              |
| 87                              | Morné van Niekerk ‏              | 50                              |

| أونو-إكس موبيليتي ‏ UXM | أونو-إكس موبيليتي ‏ UXM   | أونو-إكس موبيليتي ‏ UXM |
| ---------------------- | ------------------------ | ---------------------- |
| م                      | عداء                     | مرتبة                  |
| 91                     | Carl-Frederik Bévort ‏    | 40                     |
| 92                     | Fredrik Dversnes ‏ (طريق) | 5                      |
| 93                     | Magnus Kulset ‏           | 44                     |
| 94                     | Erlend Blikra ‏           | لم يكمل السباق         |
| 95                     | Simon Dalby (cyclist) ‏   | 39                     |
| 96                     | ماركوس هانسن             | لم يكمل السباق         |
| 97                     | أندرس سكارسيث            | 22                     |

| Q36.5 Pro Cycling Team ‏ Q36 | Q36.5 Pro Cycling Team ‏ Q36 | Q36.5 Pro Cycling Team ‏ Q36 |
| --------------------------- | --------------------------- | --------------------------- |
| م                           | عداء                        | مرتبة                       |
| 101                         | Negasi Haylu Abreha ‏        | 62                          |
| 102                         | Walter Calzoni ‏             | 32                          |
| 103                         | Marcel Camprubí ‏            | 38                          |
| 104                         | Filippo Conca ‏              | 35                          |
| 105                         | ماتيو موشيتي                | لم يكمل السباق              |
| 106                         | روري تاونسند ‏               | 9                           |
| 107                         | Manuel Oioli ‏               | لم يكمل السباق              |

| CIC U Nantes Atlantique ‏ UCN | CIC U Nantes Atlantique ‏ UCN | CIC U Nantes Atlantique ‏ UCN |
| ---------------------------- | ---------------------------- | ---------------------------- |
| م                            | عداء                         | مرتبة                        |
| 111                          | Léo Danès ‏                   | 33                           |
| 112                          | Maël Guégan ‏                 | لم يكمل السباق               |
| 113                          | Pierre-Henry Basset ‏         | 43                           |
| 114                          | Clément Braz Afonso ‏         | 19                           |
| 115                          | Antoine Hue ‏                 | لم يكمل السباق               |
| 116                          | Artus Jaladeau ‏              | لم يكمل السباق               |
| 117                          | Matisse Julien ‏              | لم يكمل السباق               |

| Van Rysel–Roubaix ‏ VRR | Van Rysel–Roubaix ‏ VRR | Van Rysel–Roubaix ‏ VRR |
| ---------------------- | ---------------------- | ---------------------- |
| م                      | عداء                   | مرتبة                  |
| 121                    | Jérémy Leveau ‏         | لم يكمل السباق         |
| 122                    | Kévin Avoine ‏          | 56                     |
| 123                    | Rémi Capron ‏           | 52                     |
| 124                    | Célestin Guillon ‏      | 60                     |
| 125                    | Maxime Jarnet ‏         | 37                     |
| 127                    | كيني مولي              | 20                     |

| Groupama-FDJ GFC | Groupama-FDJ GFC  | Groupama-FDJ GFC |
| ---------------- | ----------------- | ---------------- |
| م                | عداء              | مرتبة            |
| 131              | Clément Davy ‏     | 41               |
| 132              | Thibaud Gruel ‏    | 14               |
| 133              | مارك ساريو        | لم يكمل السباق   |
| 134              | Titouan Fontaine ‏ | 67               |
| 135              | Joshua Golliker ‏  | لم يكمل السباق   |
| 136              | Noah Hobbs ‏       | 53               |
| 137              | Brieuc Rolland ‏   | 26               |

| Decathlon-AG2R La Mondiale DAT | Decathlon-AG2R La Mondiale DAT | Decathlon-AG2R La Mondiale DAT |
| ------------------------------ | ------------------------------ | ------------------------------ |
| م                              | عداء                           | مرتبة                          |
| 141                            | بينوا كوسنيفروي                | 1                              |
| 142                            | Jordan Labrosse ‏               | 21                             |
| 143                            | Valentin Retailleau ‏           | 13                             |
| 144                            | Killian Verschuren ‏            | لم يكمل السباق                 |
| 145                            | Tom Donnenwirth ‏               | لم يكمل السباق                 |
| 146                            | Noa Isidore ‏                   | لم يكمل السباق                 |
| 147                            | Léo Bisiaux ‏                   | لم يكمل السباق                 |

## التصنيف العام النهائي
| التصنيف العام         | التصنيف العام       | التصنيف العام                 | التصنيف العام | التصنيف العام |
| العداء                | العداء              | الفريق                        | الوقت         |               |
| --------------------- | ------------------- | ----------------------------- | ------------- | ------------- |
| 1                     | بينوا كوسنيفروي     | Decathlon-AG2R La Mondiale    | 4 س 26 د 11 ث |               |
| 2                     | كليمان فنتوريني     | Arkéa-B&B Hotels              | + 0 ث         |               |
| 3                     | Alexandre Delettre ‏ | إتش بي بي تي بي – أوبير 93 ‏   | + 0 ث         |               |
| 4                     | Martin Marcellusi ‏  | VF Group-Bardiani CSF-Faizané | + 0 ث         |               |
| 5                     | Fredrik Dversnes ‏   | أونو اكس برو سايكلنج تيم ‏     | + 0 ث         |               |
| 6                     | ويليام مارتن        | Cofidis                       | + 0 ث         |               |
| 7                     | Ewen Costiou ‏       | Arkéa-B&B Hotels              | + 4 ث         |               |
| 8                     | Joris Delbove ‏      | إتش بي بي تي بي – أوبير 93 ‏   | + 8 ث         |               |
| 9                     | روري تاونسند ‏       | Q36.5 Pro Cycling Team ‏       | + 14 ث        |               |
| 10                    | Matyáš Kopecký ‏     | تيم نوفو نورديسك ‏             | + 14 ث        |               |
|                       |                     |                               |               |               |
| مصدر: ProCyclingStats |                     |                               |               |               |

## وصلات خارجية
- الموقع الرسمي
- لمحة عن سباق باريس-كاممبير 2024 على موقع  ProCyclingStats   (برو  سايكلنج  ستاتس) - إحصاءات  محترفي  الدراجات.
- باريس-كاممبير 2024 على موقع إحصائيات الدراجات الإحترافية (الإنجليزية)